# الإختلاف (فلسفة)
الاختلاف أو الفرق هو مفهومٌ محوريّ في الفلسفة، يدلّ على العمليّة أو مجموعة الخصائص التي بها يُميَّز كيانٌ عن آخر، ضمن حقلٍ علائقيّ أو ضمن نظام مفاهيمي مخصوص. ويُفهَم من لفظ "الاختلاف" هنا لا مجرّد التباين الخارجي، لكن ذلك التوتّر البنيويّ الذي لا يُدرَك إلّا ضمن شبكةٍ من العلاقات، حيث لا يتحدّد الشيء بذاته فقط، وإنما بما ليس هو؛ أي بما يفتقده أو يَخرج عنه.
وفي الفلسفة الغربية، جرت العادة أن يُنظَر إلى الاختلاف كضدٍّ للـهوية، وذاك تأسّس على مبادئ لايبنتس، لا سيّما قانون تطابق اللامتمايزات، الذي ينصّ على أنّه لا يمكن أن يوجد كيانان متماثلان تمامًا من جميع الوجوه، وإلّا فهما شيءٌ واحد. وهنا، يُفهم "الاختلاف" بوصفه علامة نفيٍ للتماهي التامّ، أي أنّ وجود الفارق هو شرط وجود الكائن الآخر.
لكن في رؤى البنيوية ومابعد البنيوية، صارت الحقول العلائقية تعني أنّ الكيانات لا توجد كوحداتٍ منعزلة بل تُدرك في شبكةٍ من الفوارق والروابط فعدوا بذلك الإختلاف عنصرًا مُكوِّنًا للمعنى والهوية كليهما. فبدل أن يكون الاختلاف نفيًا للهوية، صار شرطًا سابقًا لها. أي أنّ الهوية، وخصوصًا الهوية الشخصية، لا تُرى هنا كجوهرٍ ثابت، بل كـبنية إنشائية تتكوَّن عبر علاقة بالغير، عبر "الاختلاف" لا "المشابهة". وكذلك جعلوا المكون في هذا السياق لا يعني مجرّد عنصر داخلي، بل ما يُنتج المعنى ذاته ويَجعله ممكنًا، ما يُحيل إلى بنية تُنجب ذاتها من تمايزاتها، لا من تماثلاتها.
وبتعبيرٍ أدقّ، بما أنّ المعاني لا تُنتج في هذه النُّظُم إلّا عبر التفاعل بين الفوارق، لا عبر كينوناتٍ منعزلة، فإنّ كلّ هوية هي أثرٌ للتمييز. وبذا، لا يمكن القول بوجود الهوية من غير اختلاف؛ لأنّ "الذّات" لا تُبنى بدواخلها فحسب، بل بما تستبعده، أو تُفاضِل عنه، أو تُقيم مسافةً تأويليّة معه.

## الاختلاف في قانون لايبنتس
ينصُّ غوتفريد لايبنتس في مبدئه المعروف بـقانون تطابق اللامتمايزات، على أنّ الشيئين لا يكونان متماثلين إلا إذا اشتركا في جميع الخصائص و كانا في تماثل التام في الجوهر والصفة، ولا اختلفا في شيءٍ منها، ولو كان طفيفًا ولو كان حتى على مستوى الإمكان المنطقي. فكلُّ فارقٍ في الصِّفات، مهما بدا ضئيلاً، يدلّ على اختلافٍ في الكيان. وقد جعل الاختلاف لا يكون فقط بما نراه أو نُدرِكه، بل بما يُمكن تصوّره كتمييز ولو لم نرَه بعد. وهذا يُؤسّس لِما يُسمّى في الفلسفة التحليلية بـ«منطق السلب»: أن تُعرَف الأشياء بما لا تكونه. مثل تعريف شوبنهاور للسعادة بأنها إختفاء أو تقليل المعاناة.
وهذا المبدأ لا يُعرّف «الاختلاف» مباشرةً، بل يُعرّف «الهوية» سلبًا، عبر نفي الفارق. ومن هنا نشأت في المنطق والفلسفة التحليلية عادةٌ راسخة: أن يُتصوَّرَ «الاختلاف» والـهوية بوصفهما ضِدَّين متقابلين، لا يلتقيان في منطقٍ واحد.

## نقد كانط
في كتابه نقد العقل المحض، يُميّز إيمانويل كانط بين «الشيء في ذاته» و«الظاهرة»؛ أي ما يكون عليه الكائن في حقيقته غير المدركة، وما يبدو لنا عبر الحواس ضمن الزمان والمكان. وهذه التفرقة تُعلن ضمنًا استحالة بلوغ الحقيقة بذاتها، لأن العقل البشري لا يُدرِك إلا ما يُعطى له ضمن حدود الحسّ والحدس القبلي. فـ«الشيء في ذاته» ليس موجودًا إدراكيًا، بل حدًّا نُفكّر به دون أن نبلغه، وهو ما يغيب عن ظاهر العبارة لكنه يشكّل عماد نسق كانط بأكمله.
ويمضي كانط فيقول إنه حتى لو تشابه كائنان في كل خواصهما الكمية والكيفية، فإن وجودهما في مكانين مختلفين في الزمن نفسه يجعلهما متمايزين عددًا. وهنا يُدخلنا إلى مفهوم «الاختلاف العددي» الذي لا ينبع من اختلاف في النوع أو الجوهر، بل من الاختلاف في الإحداثيات المكانية. ولا يجعل هذا الإختلاف جذريا في الشيء ولكن في تموضعه الإدراكي في نظر العقل. وأن العقل لا يقبل تصور التماثل المطلق في الوجود الفيزيائي، بل يُفرّق ما دام الموضع مختلفًا، مما يجعل الإدراك لا الجوهر هو معيار التمييز.
وفي اقتباسه: «في حالة قطرتين من الماء… فإنّ كونهما في مكانين مختلفين كافٍ لنقول إنهما مختلفتان عددًا»، يتأكد أن التشابه الجوهري لا يُنقض به الاختلاف ما دام الموقع منفصلًا، وهو ما يُلقي بظل من الشك على مفهوم "الوحدة المطلقة" الذي تبنّته الميتافيزيقا التقليدية. فهنا لا يعود التماثل دليلًا على الهوية، بل يصبح الإدراك المكاني معيارًا أقوى من التشابه الذاتي. وبذلك يُعاد تعريف الهوية ضمن شروط ظرفية، زمنية ومكانية، لا ضمن خصائص باطنية أو ذاتية.
ثم يردّ كانط على لايبنتس الذي اعتبر الظواهر أشياء في ذاتها، أي قابلة للإدراك العقلي المحض، فيقول إن مبدأ عدم التمييز بين المتطابقات لا يُطعن فيه إلا حين يُطبَّق على عالم الظواهر، حيث تُدرك الأشياء بالحسّ لا بالعقل وحده. فإت كانط لم يُفكّك المبدأ ذاته، ولا يُبيّن بطلانه من حيث المضمون، بل يطعن في مرجعية تطبيقه، أي في الساحة التي أُنزِل فيها للحكم. فالمعترض الحقيقي عند كانط ليس أن المبدأ خاطئ، بل أنه وُضع في موضعٍ لا يليق به؛ إذ يرى أن لايبنتس نقل أداةً عقلية خالصة إلى ميدانٍ يشتغل بالحواس والصور والتجارب، فاختلطت عليه مقامات الإدراك.
فكانط يحتكم إلى شرط إدراكي قبلي غير محسوم، أي أنّه يشترط أن كل ما يُدرَك حسيًّا يمرّ عبر صورة عقلية سابقة، كالزمان والمكان، دون أن يُقدّم برهانًا وجوديًّا على هذه الصور، بل يكتفي بجعلها لازمة لفهم الظواهر. فهو إذًا لا ينقض لايبنتس من حيث منطق المبدأ، بل من حيث أنّ تطبيقه على الظواهر يغفل الفارق الجوهري بين ما يُتصوّر بالعقل المحض، وما يُلتقط بالحواس المقيّدة بصورٍ عقلية.
كما أن اعتراض كانط يستبطن تمييزًا بين أنواع المعرفة: فالمعرفة العقلية التي تعمل بالمبادئ المجردة لا يجوز لها أن تحكم على معطيات الحسّ دون أن تمرّ عبر شروطه. وهذا ما يجعل اعتراضه ليس نقضًا للمبدأ، بل تنبيهاً على سوء استخدامه.
ويضيف كانط أن التعدد والاختلاف العددي تمنحهما البنية المكانية نفسها، لأن الفضاء شرطٌ قبليّ في الإدراك. فإن الفضاء، عند كانط، ليس ميدانًا موضوعيًا بل صورة ذهنية تُنسج بها كل تجربة، ما يجعل كل اختلافٍ مكاني اختلافًا عقليًّا أيضًا.
ويختم بالقول: "فجزءٌ من الفضاء، وإن تشابه مع غيره، يظل خارجًا عنه، ولهذا يختلف"، وهنا تتبدّى فلسفة تُقوّض تمامًا فكرة "الهوية الجوهرية"، لأن مجرد الانفصال في الموقع ينفي التطابق التام. وهذا يعني ضمنًا أنّ وحدة الكائن ليست إلا تصورًا ذهنيًا هشًّا، ما لم يُؤسَّس على وحدة في الزمان والمكان والإدراك.
أما حين يقول: "هذا يجب أن ينطبق على جميع الأشياء الموجودة في أجزاء مختلفة من الفضاء"، فهو يُطلق حكمًا كليًّا يُعلن فيه أن إدراك الهوية مرهون بالظروف الإدراكية، لا بالصفات الذاتية. فهو لا يُعيد تعريف الهوية والاختلاف فحسب، بل يُعيد تحديد شروط إمكان التفكير في الكثرة والتماثل، فينسف بذلك كل ميتافيزيقا تُفرّق بين الجوهر والعرض دون الرجوع إلى كونها بنى عقلية.

## الفرق في البنيوية
تقوم اللسانيات البنيوية، ومن ثمّ البنيوية ذاتها، على فكرة أنّ المعنى لا يُنتَج إلا من خلال الفروق ضمن منظومات الإشارة (مثل اللغة). وقد برز هذا المفهوم في كتابات عالم اللغة السويسري فرديناند دو سوسور، ثم طُوّر لاحقًا لتحليل البنى الاجتماعية والذهنية على يد الأنثروبولوجي الفرنسي كلود ليفي-ستروس. وتصوره هذا هو ما مهّد الطريق لاحقًا للمدارس ما بعد البنيوية، حيث أُعيد تعريف المعنى كنتاجٍ لانزلاقات مستمرة بين الدال والمدلول، كما في فكر جاك دريدا.

كان دو سوسور يسعى إلى تقويض الرؤية التقليدية التي ترى أن المعنى «يسكن» الكلمات، أو أن اللغة مجرد تسمية (نومنكلاتورا) تطابق الواقع مطابقة مباشرة، بحيث تُعادل كل كلمة شيئًا موجودًا في العالم. وفي المقابل، يرى سوسور أن المعنى لا يُشتقّ من الألفاظ في ذاتها، بل من **الفرق** بين علامة وأخرى، أو بين صوت لغوي وآخر. ويشرح ذلك بقوله:
في اللغة لا توجد إلا الفروق. والأهم من ذلك: الفرق – في العادة – يفترض وجود أطراف إيجابية يُقام بينها الفرق؛ ولكن في اللغة لا وجود إلا للفروق دون أطراف إيجابية. سواءً أخذنا المدلول أو الدال، فإن اللغة لا تحتوي على أفكار أو أصوات سبقت النظام اللغوي، بل فقط فروقٌ مفهومية وصوتية صادرة عن النظام ذاته. إن الفكرة أو المادة الصوتية التي تحتويها العلامة أقل شأنًا من العلامات الأخرى المحيطة بها. ... فالنظام اللغوي هو سلسلة من الفروق الصوتية تقترن بسلسلة من الفروق الذهنية؛ غير أن اقتران عدد معيّن من الإشارات السمعية بعدد مماثل من «القطوع» من كتلة الفكر يولّد نظامًا من القيم.
فيجعل الفروق لا تقوم بين أشياء موجودة بل بين علاقات، وهذا ينقل مركز الثقل من الكلمة إلى نسقها ومرتبطاتها السلبية. فكلمة "شجرة" لا تحمل معناها لذاتها، لكن لأنها لا تعني "زهرة" أو "صخرة" أو "ماء". فيتحدى جذريًّا التصوّر الميتافيزيقي للهوية، لأن الهوية هنا تصبح نتاجًا سياقيًّا، لا جوهريًّا؛ أي أنها مشروطة بغياب ما سواها، لا بحضور ذاتها. ويصنع العلامات اللغوية تموضعا لا يستمدّ من "مرجعية مادية"، بل من موقعها في شبكة الاختلاف، مما يجعل اللغة نظامًا مغلقًا لا يحيل بالضرورة إلى واقع خارج عنها.

## الفرق في أنثروبولوجيا ليفي-ستروس
في كتابه الأنثروبولوجيا البنيوية، طبّق كلود ليفي-ستروس مفهوم «الفرق البنيوي» على دراسة البُنى الذهنية في المجتمعات البشرية، متناولًا قضايا القرابة وأنظمة الاعتقاد. وقد قام بفحص الطريقة التي يظهر بها المعنى الاجتماعي عبر سلسلة من التقابلات البنيوية بين مجموعات قرابة متضادة (كالعشائر المتزاوجة)، أو بين فئاتٍ أساسية متضادة مثل: «الصديق والعدو»، «الحياة والموت»، أو، في مجلدٍ لاحق، «النيء والمطهو».
فيجعل «الفرق» هنا ليس مجرد اختلاف وصفي بين طرفين (كأن نقول: الموت غير الحياة) لكنه بنية ذهنية تركيبية تُنظِّم الإدراك الاجتماعي للعالم. فالصراع أو التوتر بين طرفين (مثل النيء والمطهو) لا يُلغيه التدرج أو الواقع المادي، فهو في نظرت ليفي-ستروس يُعاد إنتاجه بوصفه أداة تفسير ثقافية. التمييز بين الفرق «اللغوي» عند دو سوسور والفرق «الأسطوري-الاجتماعي» عند ليفي-ستروس. فالأول يهتم بالدالّ والمدلول في نظم اللغة، أما الثاني فيوظّف التقابل لتنظيم المعنى ضمن الأنظمة الرمزية والأسطورية. فيضرب المثب بمفهوم «المطهو» الذي لا يُشير إلى الفعل المادي للطهو فحسب، إنما يتعداه ليُمثّل التحوّل الثقافي للطبيعة (أي النيء) إلى منظومة اجتماعية. وهو ما يجعل من الفرق ذاته محورًا للتمدّن في فكر ليفي-ستروس. حيث أن كل ثنائية لدى ليفي-ستروس تعمل كآلية لإنتاج المعنى، لكنها أيضًا تحجب الغموض بين الفئتين، إذ لا يوجد حد صريح بين «العدو» و«الصديق»، بل تعيش المجتمعات عبر استثمار ذلك الغموض في الطقوس والأساطير. إذ أن الفرق البنيوي عند ليفي-ستروس يَفترض نسقًا مستقرًا من التقابلات، لكن دراساته تكشف في العمق عن انزياحات وتحولات مستمرة ضمن تلك الثنائيات. فحين تُبنى الأساطير على ثنائيات محددة، فإنها تُحَوّل الفوضى إلى نظام، مما يكشف عن البعد الإيديولوجي في تأويل العالم.

## الفرق في ما بعد البنيوية
تناول الفيلسوف الفرنسي جاك دريدا مفهوم «الاختلاف» بعمقٍ نقديّ، موسّعًا به إرث البنيوية، ومفكّكًا في آنٍ أسسَ التصوّرات الثابتة حول إنتاج المعنى في اللغة، لا سيّما في الكتابة. وبينما اعترفت اللسانيات البنيوية بأن المعنى يتولّد من الفروق، فقد انزلقت بعض مجالاتها – مثل علم السرد – نحو ترسيخ هياكل ثابتة من الثنائيات الضدية، متجاهلةً سيلان الدلالة وانزياحها.
سعى دريدا، في كتابه حول الغراماتولوجيا (1967) ومقاله Différance (في هامش الفلسفة، 1972) إلى إظهار أن هذه «الفروق» ليست مستقرة أو محسومة، بل تنغلق على ذاتها، وتدخل في شبكة من التشابكات المتداخلة. فالكتابة – التي طالما نُظر إليها في التقليد الفلسفي الغربي على أنها حضورٌ منقوص أمام امتلاء النُطق – تصبح عنده النموذج الأعلى لهذا التداخل والانزلاق الدلالي.
في مؤلَّفه الكتابة والاختلاف (1967)، جمع دريدا أطروحات مبكرة حول علاقة الكتابة بالاختلاف، مؤكدًا أن المعنى ليس ناتجًا عن فروق مستقرة بين عناصر صلبة، بل هو نتيجة سلسلة لا نهائية من الإحالات والانزياحات في الدالّات، حيث تؤجَّل الدلالة باستمرار.
ومن أجل تأطير هذا التداخل بين «الاختلاف» و«الإرجاء»، صاغ دريدا مصطلحًا جديدًا هو différance – بزيادة حرف "a" مكان "e" – تعمّد فيه اللعب بين معنيَيْن للفعل الفرنسي différer: أي "أن يختلف" و"أن يؤجِّل". هذا الفرق الطفيف لا يُمكن إدراكه سمعيًا في الفرنسية – فـ«différence» و«différance» منطوقهما واحد – لكنه لا يظهر إلا كتابةً، مشيرًا بذلك إلى أنّ المعنى يُنتج من فرق لا يُنطق، ومن فجوةٍ لا تُملأ.
في نقد ضمني لفلسفة الحضور التي اعتبرت الكلام أسبقَ من الكتابة، والهوية أصلًا يتفرّع عنه الاختلاف. دريدا يعكس المعادلة: لا هوية بلا اختلاف، ولا معنى بلا إرجاء.
Différance وُصفت بأنها: «اللا-أصل الذي يعكّر صفو الحضور»؛ فهي على مستوى المكان تُحدث فوارق وانقطاعات، وعلى مستوى الزمان تُؤجّل الحضور الكامل للدلالة، فلا تصل أبدًا.
استند دريدا في نقده للأنطولوجيا الجوهرانية إلى الأنطولوجيا الفارقية عند فريدريك نيتشه، الذي تحدّث عن «Verschiedenheit» (الاختلاف)، وإلى فلسفة إيمانويل ليفيناس في أخلاقيات «الآخر».
وفي سياق موازٍ، قدّم جيل دولوز في كتابه الاختلاف والتكرار (1968) محاولةً لتقديم الاختلاف كأصل أنطولوجي سابقٍ على الهوية، منتقدًا الرؤية التقليدية التي تجعل من الهوية جوهرًا يُنتج التمايز، مؤكّدًا بدلًا من ذلك أن الهوية نفسها لا تُبنى إلا عبر شبكة من الاختلافات المتكرّرة.

## See also
- اسمية
- تفكيكية

## External links
قالب:Gottfried Wilhelm Leibniz